# Nihad Siris
Nihad Siris (arabisch نهاد سيريس; * 1950 in Aleppo, Syrien) ist ein syrischer Autor von Romanen, Drehbüchern und Theaterstücken, der seit 2012 im Exil, zunächst in Ägypten und danach in Deutschland lebt.

## Leben
Siris studierte Ingenieurwissenschaften in Sofia (Bulgarien) und arbeitete zunächst als Bauingenieur. Seit 1987 schreibt er regelmäßig Erzählungen, Theaterstücke, Drehbücher und historische Romane. Nach der Veröffentlichung seiner ersten Romane, die in der Stadt Aleppo spielen und sich mit dem Leben der dortigen Mittelklasse befassen, aber auch politische, historische und soziale Themen behandeln, galt er bald als Vertreter des Realismus in der modernen syrischen Literatur im Kontext von Krieg und Verfolgung.
Siris hat bislang sieben Romane und mehrere Theaterstücke sowie TV-Dramaserien und kurze Serien für Kinder geschrieben. Sein Roman Die Nordwinde (bislang nur im arabischen Original erhältlich), der im Ersten Weltkrieg spielt und vom damaligen Aufblühen des syrischen Nationalbewusstseins handelt, wurde von der Literaturkritik als einer der wichtigsten historischen Romane Syriens bezeichnet.
Er wurde außerdem bekannt für seine Fernsehdramen, insbesondere durch die weitverbreitete TV-Serie Khan al-Harir (Der Seidenmarkt), die in der Zeit der politischen Umbrüche der 1950er und 1960er Jahre spielt, und in dem die Stadt Aleppo mit ihrer Kultur und ihrem regionalen Dialekt als Neuerung in einem syrischen Fernsehdrama dargestellt wurde. Sein Buch Al-Samt wal-Sakhab (dt.: Die Stille und der Lärm), wurde in zahlreiche Sprachen übersetzt und ist in deutscher Übersetzung unter dem Titel Ali Hassans Intrige erschienen.
Siris verließ Syrien Anfang 2012 und ging zunächst nach Ägypten; seither lebt er in Deutschland.

## Auszeichnungen
- English Pen Award for Writing in Translation für The Silence and the Roar (November 2012).

- Coburger Rückert-Preis, den er für seinen Roman Ali Hassans Intrige erhielt (Juni 2013).

- The Silence and the Roar vom US-Magazin Publisher’s Weekly unter den Top-10 Büchern 2013 genannt.

## Werke
Romane
- Al-Saratan (Der Krebs), 1987
- Riyah Al Shimal (Die Nordwinde, Der kleine Markt 1989, The North Winds-1917,1993)
- Al-Komedia al-Fallahiya (Die pastorale Komödie), 1990
- Halet Shagaff (Ein Fall von Leidenschaft), Beirut 1998; dt. Übersetzung in Arbeit
- Al Samt Wa Al Sakhab, Beirut 2004; auf Deutsch erschienen unter dem Titel 'Ali Hassans Intrige', Basel 2008
- Khan Al-Harir (Der Seidenmarkt), 2005

Theaterstück
- Bait Al Alaab (Das Haus der Spiele), 1997. Aufgeführt u. a. beim Al-Kheraffi Theater Festival in Kuwait, 2005; in englischer Übersetzung von der Brown/Trinity Consortium Acting Company, Brown University, USA, im März 2013

TV-Dramaserien
- Khan al-Harir (Der Seidenmarkt) Teil I 1996 und Teil II 1998 – ausgestrahlt in allen Ländern des Nahen Ostens, und mit Untertiteln ausgestrahlt in Iran und Australien
- Al-Thuraya, 1997
- Al Khait Al Abiadh (Der erste Schimmer der Morgenröte), 2004
- Al Malak Al Abiyedh (Das Leben des Khalil Gibran), 2008

TV-Dramen für Kinder
- Al-Lughz (Das Puzzle), 1994
- Qadiyat Tammam (Tammams Fall), 1999

### Veröffentlichungen in deutscher Sprache
- Ali Hassans Intrige. Roman aus Syrien. Aus dem Arabischen von Regina Karachouli, Lenos Verlag, Basel 2008.
- Zustand der Leidenschaftlichkeit. Aus dem Arabischen von Ingrid von Heiseler, Metagraφo Verlag, Wolfsburg 2022